# Paratoxopoda rufithorax
Paratoxopoda rufithorax är en tvåvingeart som beskrevs av Ozerov 1993. Paratoxopoda rufithorax ingår i släktet Paratoxopoda och familjen svängflugor. Inga underarter finns listade i Catalogue of Life.